# Kiełbasa markowska

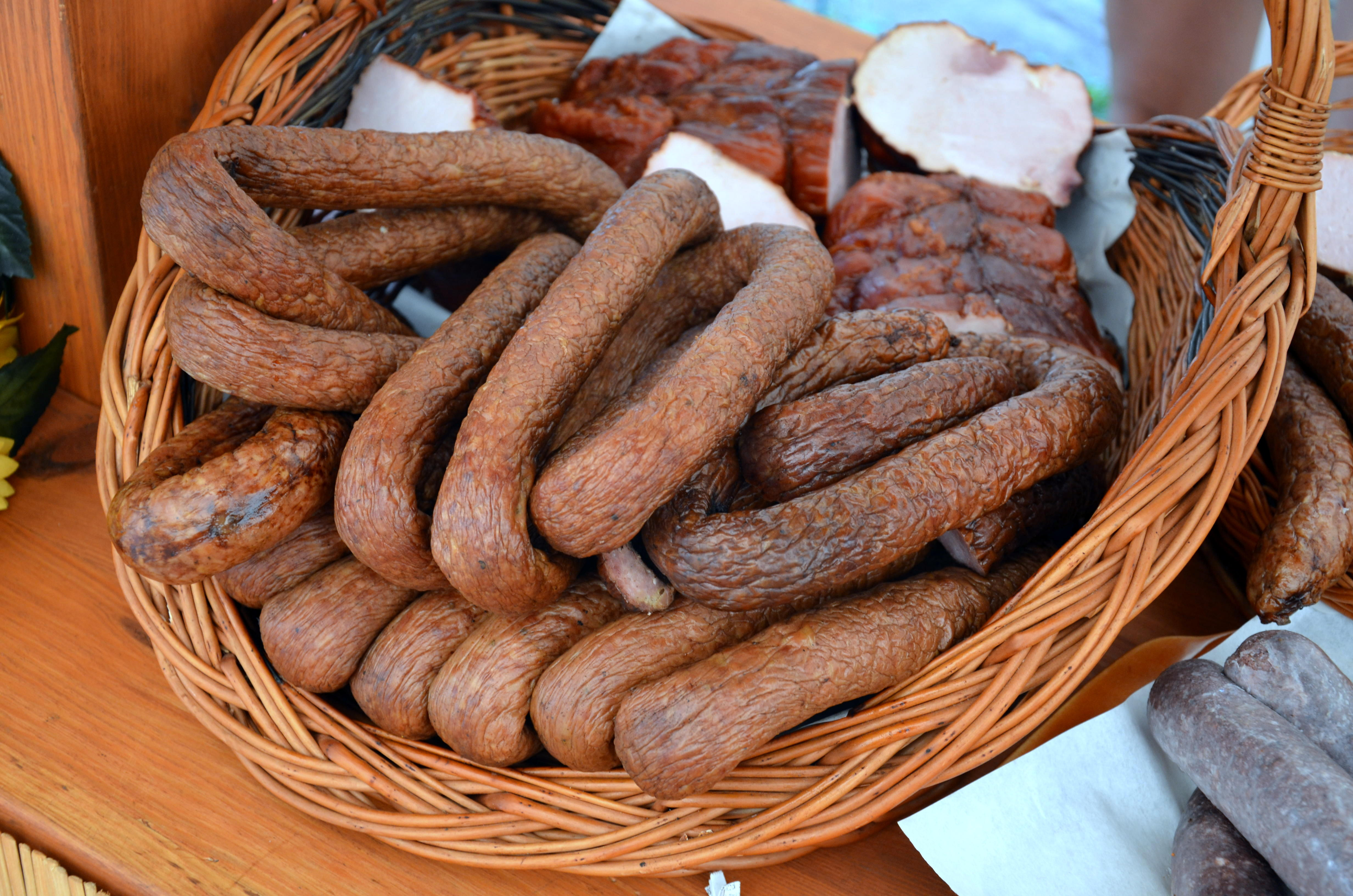
Kiełbasa markowska

Kiełbasa markowska – tradycyjna wędzona kiełbasa wieprzowa wyrabiana w gospodarstwach wsi Markowa, występująca w postaci suszonej; produkt od 2005 roku wpisany na listę produktów tradycyjnych. Kiełbasa wędzona tradycyjnie na drewnie z wyczuwalnym smakiem i zapachem czosnku. 
Gmina Markowa leży w południowo-wschodniej części powiatu łańcuckiego, we wschodniej części północnego Podkarpacia. Udokumentowane początki wsi Markowa sięgają roku 1384 i związane są saską kolonizacją zapoczątkowaną przez Kazimierza Wielkiego i Władysława Opolczyka po przyłączeniu Rusi do Polski. 
Do tradycyjnych markowskich wyrobów wędliniarskich – poza kiełbasą – należą jeszcze kaszanki, szynka wiejska, boczek zwany wędzonką, studzinina i mięso kiełbasiane zapiekane w glinianych garnkach.